# Exochus utilis
Exochus utilis är en stekelart som beskrevs av Valentina I. Tolkanitz 2003. Exochus utilis ingår i släktet Exochus och familjen brokparasitsteklar. Inga underarter finns listade i Catalogue of Life.